# Comporte-se (livro)
Comporte-se: a biologia humana em nosso melhor e pior é um livro de não-ficção de 2017 escrito por Robert Sapolsky. Ele descreve como vários processos biológicos influenciam o comportamento humano em escalas que variam de menos de um segundo antes da ação a milhares de anos atrás.

## Recepção
Uma crítica no The Guardian chamou Behave de "uma síntese milagrosa de domínios acadêmicos". Kirkus Reviews chamou-o de "Um trabalho exemplar de ciência popular, desafiador, mas acessível". Uma crítica no Star Tribune considera Behave a obra-prima de Sapolsky, bem como "uma conquista impressionante e uma adição inestimável ao cânone da literatura científica". No blog de resenhas de livros editado da Science Magazine, Behave foi descrito como "excepcional em sua escala, escopo, detalhes e estilo de escrita".